# NGC 6331
NGC 6331 ist eine 14,4 mag helle elliptische Galaxie vom Hubble-Typ E3 im Sternbild Kleiner Bär.
Sie wurde am 20. Dezember 1797 von Wilhelm Herschel mit einem 18,7-Zoll-Spiegelteleskop entdeckt, der sie dabei mit „eF, S, better with 320 power“ beschrieb.